# 堡壘象棋
堡壘象棋（Fortress chess），為十八、十九世紀俄國的國際象棋變體，參與人數為四人。

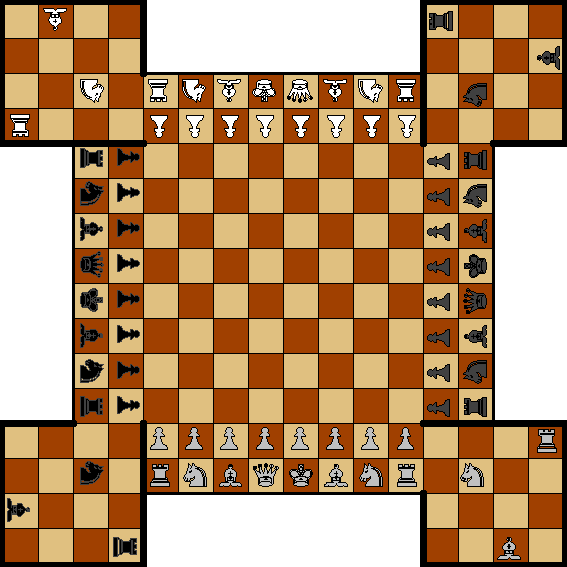
堡壘象棋初始佈置

## 棋具
- 棋盤12*12黑白方格，每角落2*2區域被外延的4*4方格取代。該4*4方格稱為堡壘。

## 規則
- 初始佈置為在次底行與底行採一般佈置外，右側堡壘放置馬、象、車各一枚，位置如圖。

- 玩家有四人，與對面玩家為友方，與左右側玩家為敵方。
- 被將死的玩家，那一名玩家的所有棋子會在該回合全部被移除出棋盤。
- 將死敵方兩位玩家的玩家們獲勝。
- 其他依照正統國際象棋規則[2]。